# Töte alle und kehr allein zurück
Töte alle und kehr allein zurück (Originaltitel: Ammazzali tutti e torna solo) ist ein von Enzo G. Castellari 1968 gedrehter brutaler Italo-Western. Am 27. Februar 1970 erhielt der Film seine deutschsprachige Erstaufführung.

## Handlung
Gegen Ende des Bürgerkrieges erhalten Clyde McKay und fünf Verurteilte vom Südstaaten-Hauptmann Lynch den Auftrag, bei den Nordstaaten in ein Fort einzudringen und die dortigen Goldvorräte zu entwenden. Die Truppe schlägt sich durch die feindlichen Linien und ahnt nicht, dass McKay die zusätzliche Order hat, alle Mitwissenden nach Erledigung zu töten. Die Aufgabe gelingt und das Gold wird erbeutet; nun muss sich die Gruppe mit der persönlichen Gier jedes Einzelnen und mit dem verräterischen Lynch auseinandersetzen. Nachdem Clyde alle Gegner ausgeschaltet hat, zeigt sich, dass er auch seine Auftraggeber ausgetrickst hat und mit dem Gold verschwindet.

## Kritiken
- „Der Film besteht fast nur aus Actionszenen und ist so temporeich inszeniert, dass man nicht zum Nachdenken kommt“ (Christian Keßler[1])

- „Einer der besten und actionreichsten Western von Enzo Castellari“ (Ulrich P. Bruckner[2])

Die italienische Kritik lobte den passablen Film vor allem wegen seiner selbstironischen Töne.

## Bemerkungen
Die Filmsongs „Gold“ und „Come mia“ werden von Raoul interpretiert. Außenaufnahmen entstanden in Almería.
Die Altersfreigabe des Films wurde im März 2018 durch eine Neuprüfung der FSK von 18 Jahren auf 16 Jahre herabgestuft.